# Körösbánlaka
Körösbánlaka, 1910-ig Bánlaka (románul Bălnaca) község Romániában, Bihar megyében, Élesdtől délkeletre, közúton 24 kilométerre. 1919-ig és 1941–1944 között Magyarországhoz, Bihar vármegye Élesdi járásához tartozott, 1956 után Barátka, 1966-tól Vársonkolyos társközsége.

## Fekvése
Körösbánlaka a Király-erdő északkeleti lankái és a Báródság találkozásánál, a Sebes-Körös jobb partján található.

## Története
A település első írásos említése 1406-ból ismert (Banlak). Eredetileg a sólyomkői uradalomhoz tartozó magyar falu volt. 1692-ben pusztaként tartották számon, 1773-ban pedig már román nyelvű településként került az összeírásokba.
Lélekszáma 1910-ben 1368 fő volt (98,0% román, 1,4% magyar), népessége ezt követően az 1977. évi népszámlálásig 1200–1600 között mozgott. 1956-ban területéből kiválva önállósult a mintegy háromszáz lelkes Körösbánlakai erdő. 2002-re a falu népessége 1002 főre csökkent (82,3% román, 17,3% cigány, 0,4% magyar). Felekezeti megoszlás tekintetében a lakosság túlnyomórészt ortodox (83,7%), de számottevő a baptisták és pünkösdisták aránya is (8,1-8,1%).